# 고뱅 세르
고뱅 세르(프랑스어: Gauvain Sers, 1989년 10월 30일~)은 프랑스의 싱어송라이터이다.